# Gourdon Peak
Der Gourdon Peak (französisch Sommet Gourdon, spanisch Monte Gourdon) ist ein rund 800 m hoher Berg auf der Booth-Insel im Wilhelm-Archipel vor der Westküste der Antarktischen Halbinsel. Er ragt 800 m nördlich des Wandel Peak als einer von mehreren Gipfeln eines Gebirgskamms mit nord-südlicher Ausrichtung auf.
Teilnehmer der Vierten Französischen Antarktisexpedition (1903–1905) kartierten ihn als Erste. Der Expeditionsleiter und Polarforscher Jean-Baptiste Charcot benannte den Berg nach dem französischen Geologen und Glaziologen Ernest Gourdon (1873–unbekannt), der an dieser Forschungsreise beteiligt war.